# Cecilia Randall
Cecilia Randall, pseudonimo di Cecilia Randazzo (Modena, ...), è una scrittrice italiana, autrice di romanzi fantasy e racconti.
È conosciuta in particolar modo per la saga di Hyperversum.

## Biografia
Nata a Modena, dopo aver frequentato il liceo linguistico si è laureata in Lingue e Letterature Straniere presentando una tesi sul Romanticismo tedesco e le sue influenze sulla cultura italiana dell'Ottocento. Dopo la laurea ha ottenuto un master in Comunicazione e Tecnologie dell'Informazione presso l'Università di Bologna. Lavora come grafica e web designer in un'azienda specializzata in servizi per il web e occasionalmente come illustratrice.
Nel dicembre 2006 ha pubblicato il romanzo Hyperversum, con il quale si è aggiudicata nel 2007 il Premio Letterario Nazionale Insula Romana (XXX edizione) per la sezione "Narrativa edita ragazzi". Nell'ottobre 2007 è stato pubblicato il secondo romanzo della serie, Hyperversum - Il falco e il leone e il 14 gennaio 2009 il terzo romanzo, Hyperversum - Il cavaliere del tempo. Il 19 ottobre 2010 è stato pubblicato il romanzo Gens Arcana, ambientato nella Firenze rinascimentale medievale di Lorenzo de' Medici.
La scrittrice ha inoltre partecipato alla stesura delle antologie L'ombra del duomo e Mutazioni insieme ad altri scrittori, utilizzando il proprio vero nome. Nel 2009 ha dato alle stampe il racconto Angeli e uomini, nell'antologia Sanctuary.
Il 15 ottobre 2013 è stato pubblicato il romanzo Millennio di fuoco - Seija. Il secondo e ultimo romanzo della saga, Millennio di fuoco - Raivo, è stato pubblicato il 16 settembre 2014. Il 5 ottobre la nascita di un figlio ha rinviato tutti i progetti all'anno successivo.
Nel 2016 ha pubblicato Hyperversum Next, scritto subito dopo il primo volume della serie ma rimasto per anni nel cassetto e nel 2017 Hyperversum Ultimate, in cui le avventure di Hyperversum proseguono attraverso la nuova generazione.

## Opere

### Saga di Hyperversum
- Hyperversum, Giunti, 2006
- Hyperversum - Il falco e il leone, Giunti, 2007
- Hyperversum - Il cavaliere del tempo, Giunti, 2009
- La strega e il cavaliere (romanzo collettivo), Giunti, 2009
- Hyperversum Next, Giunti, 2016
- Hyperversum Ultimate, Giunti, 2017
- Hyperversum Unknown, Giunti, 2019

### Millennio di fuoco
- Millennio di fuoco - Seija, Arnoldo Mondadori Editore, 2013
- Millennio di fuoco - Raivo, Arnoldo Mondadori Editore, 2014

### Antologie
- L'ombra del duomo, Larcher, 2007
- Mutazioni, Perrone, 2008
- Sanctuary, Asengard Editore, 2009

### Istorie Arcane
- Gens Arcana, Arnoldo Mondadori Editore, 2010 (Nuova edizione Giunti, 2018)
- Magister Aetheris, Giunti, 2018

### Libri per i più piccoli
- Lucas dalle ali rosse, De Agostini, 2018

### Altre opere
- Artia di Camelot, Giunti Editore, 2022
- Kitsune. L'ombra della volpe, Gribaudo, 2023
- Arhos. L'acqua e l'ombra, Giunti Editore, 2024